# Holcopasites insoletus
Holcopasites insoletus är en biart som först beskrevs av Linsley 1942.  Holcopasites insoletus ingår i släktet Holcopasites och familjen långtungebin. Inga underarter finns listade i Catalogue of Life.

## Bildgalleri

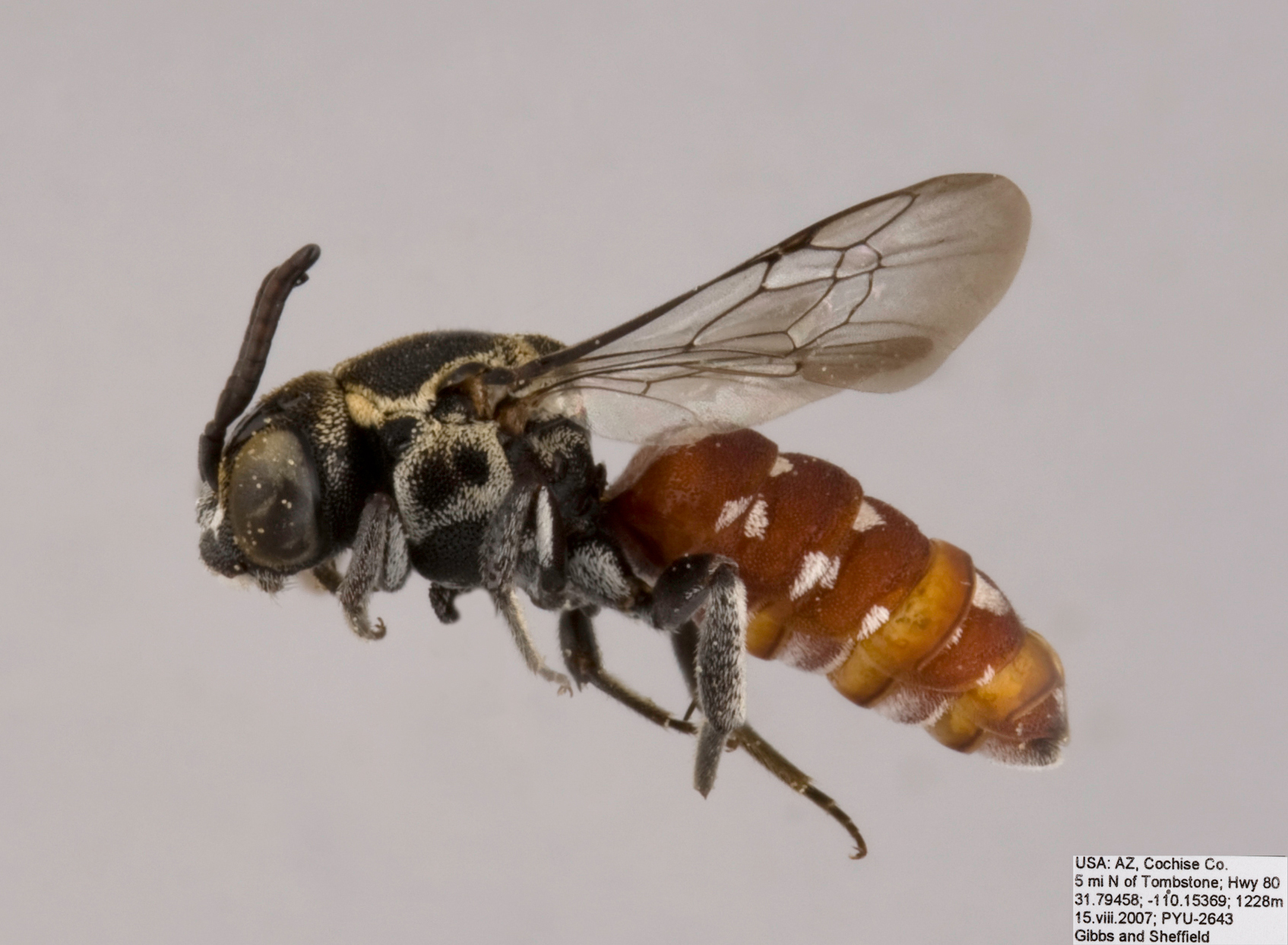